# ثيودور تريثوريوس
ثيودور تريثوريوس (باليونانية: Θεόδωρος Τριθύριος) هو أمين صندوق الإمبراطورية البيزنطية وقائد عسكري خلال السنوات الأخيرة من عهد الإمبراطور البيزنطي هرقل.

## معركة اليرموك
شكل الفتح الإسلامي للشام تهديدًا كبيرًا للإمبراطورية البيزنطية عندها أمر هرقل تريثوريوس بقيادة جيش لمواجهة هذا التهديد، في أغسطس من العام 636 وصل تريثوريوس إلى نهر اليرموك لقتال جيش الخلفاء الراشدين في معركة اليرموك. لاحقًا أحس تريثوريوس بأنه ليس بالقائد القوي لذلك سلم القيادة إلى أمير أرمني يدعى فاهان الذي قتل رفقته وجميع رجاله تقريبًا في معركة اليرموك يوم 20 أغسطس 636.